# Glaciación huroniana
La glaciación huroniana (también llamada glaciación Makganyene) se extendió en el intervalo comprendido entre hace 2400 y 2100 millones de años, durante los periodos Sidérico y Riásico de la era Paleoproterozoico. Fue una de las glaciaciones más intensas del registro geológico, y algunos geólogos creen que fue muy similar a la Tierra bola de nieve que ocurrió en la era Neoproterozoico. Pudo deberse a la desestabilización del clima, causada por el metabolismo de las primeras cianobacterias. Estos microorganismos realizan la fotosíntesis oxigénica, y al liberar oxígeno molecular a la atmósfera rompieron el equilibrio de los gases de efecto invernadero que existía en aquella época.

## Terminología
El nombre '«glaciación huroniana»' se debe a que los indicios se recolectaron en la región del lago Hurón, en América del Norte, en donde tres horizontes distintos de depósitos glaciales se hallan separados por sedimentos no glaciales.[cita requerida]

## Vida durante la glaciación
La supervivencia de los eucariotas unicelulares y los procariotas durante la glaciación sugiere el medio acuático y que quizá en algunas partes de la superficie terrestre se mantuvo agua en estado líquido o se tuvo mejor acceso a la luz solar. Existirían gradientes de temperatura que provocarían un dinamismo en las capas glaciares dando lugar a la formación de parches locales de aguas abiertas que brindarían refugio a la vida. Durante este período se descubrieron fósiles macroscópicos de 2200-2100 millones de años (Diskagma y la biota francevillense) interpretados como mohos mucilaginosos, considerados los primeros indicios de vida pluricelular. Es decir que durante la glaciación los eucariotas unicelulares ya habrían evolucionado a organismos pluricelulares y ya se estaban diversificando. Los cuerpos fructíferos de los mohos mucilaginosos también pudieron haber surgido como un modo de subsistencia a la glaciación por parte de los eucariotas unicelulares como las amebas que son los principales productores de mohos mucilaginosos cuando se encuentran en condiciones desfavorables.